# Neonipponaphis shiiae
Neonipponaphis shiiae är en insektsart som beskrevs av Takahashi, R. 1962. Neonipponaphis shiiae ingår i släktet Neonipponaphis och familjen långrörsbladlöss. Inga underarter finns listade i Catalogue of Life.